# Solanum
Solanum L., 1753 è un genere di piante a fiore appartenente alla famiglia delle Solanaceae. Comprende oltre 1 200 specie, annuali o perenni, cespugliose, arbustive e rampicanti.
Spesso dotate di frutti e fiori attraenti, molte di queste specie sono velenose ma altre producono frutti, foglie o tuberi commestibili, come ad esempio la patata, il pomodoro e la melanzana.
Oltre che per l'uomo, varie specie di Solanum sono nutrimento anche per le larve di alcuni Lepidotteri, tra cui l'Endoclita malabaricus.

## Descrizione
Le foglie delle varie specie di Solanum possono avere molte forme diverse: semplici, lobate o composte, glabre o pubescenti.
I fiori sono regolari, con 5 petali e 5 sepali, attinomorfi. Il calice è campanulato. L'ovario è supero bicarpellare e contiene molti ovuli. Gli stami sono 5, spesso inseriti nel tubo corollino.
I frutti sono bacche generalmente colorate e succose. Esempi ben noti sono il pomodoro e la melanzana - anche se le specie selvatiche generalmente producono frutti molto più piccoli.
La velenosità di molte specie è dovuta alla presenza di alcaloidi.

## Distribuzione e habitat
Il maggior numero di specie di questo genere cresce in Sudamerica - non a caso anche la patata e il pomodoro sono originari di questo continente.
Altre zone ricche di specie sono l'Australia, il Sudafrica, il Madagascar, il Messico, i Caraibi.
Peraltro, esistono specie selvatiche di Solanum anche al di fuori di queste aree, in tutto il mondo escluse le regioni artiche.
All'interno di questo areale, il genere è rappresentato in una grande varietà di habitat, compresi deserti e alte montagne.
In Italia sono spontanee due specie: Solanum nigrum e Solanum dulcamara.

## Tassonomia
Questo genere è stato da sempre diviso in un certo numero di sottogeneri. Le tassonomie più complete lo suddividono in mezza dozzina di sottogeneri con almeno una cinquantina di sezioni.
In passato, erano stati separati come generi distinti alcuni gruppi di specie.
P.es. Solanum lycopersicum (il pomodoro, specie descritta già da Linneo) era diventato per Miller Lycopersicon esculentum, appartenente al genere Lycopersicon affine ma distinto rispetto a Solanum.
Tuttavia, lo studio della filogenesi di queste specie ha condotto gli studiosi recenti a tornare indietro, riportando il pomodoro dentro il genere Solanum e mantenendo la distinzione solo eventualmente come sottogenere (sezione Lycopersicon del genere Solanum).
Una sorte simile è toccata ad altri tre generi: Cyphomandria, Normania e Triguera.

### Alcune specie
Il genere Solanum comprende oltre 1 200 specie.
Tra le più conosciute vi sono:
- Solanum aethiopicum - melanzana rossa, gilo
- Solanum americanum - poro-poro americano
- Solanum aviculare - poro-poro
- Solanum betaceum - albero dei pomodori o tamarillo
- Solanum cheesmaniae - pomodoro selvatico delle Galapagos
- Solanum demissum - patata selvatica nana
- Solanum drymophilum - erubia
- Solanum dulcamara - dulcamara
- Solanum ellipticum - pomodoro selvatico australiano
- Solanum hyporhodium - cocona
- Solanum jamesii - patata selvatica
- Solanum laciniatum - poro-poro
- Solanum linnaeanum - pomo di Sodoma
- Solanum lycopersicum - pomodoro
- Solanum melongena - melanzana
- Solanum muricatum - caciuma, melone-pepino
- Solanum nigrum - erba morella, morella comune
- Solanum pseudocapsicum - ciliegia di Gerusalemme
- Solanum quitoense - lulo, arancina del Perù o naranjilla
- Solanum torvum - fico del diavolo
- Solanum tuberosum - patata
- Solanum viride - pomodoro cannibale, poro-poro o boro-dina

## Importanza alimentare
Il genere Solanum è considerato uno dei generi più importanti per l'alimentazione umana.
Particolarmente importanti sono:
- la patata (Solanum tuberosum);
- il pomodoro (Solanum lycopersicum L. = Lycopersicon esculentum Miller);
- la melanzana (Solanum melongena).

Esistono però numerose altre specie che sono coltivate localmente per scopo alimentare, in particolare:
- Solanum betaceum o Cyphomandra betacea (albero dei pomodori o tamarillo)
- Solanum hyporhodium (cocona), cespuglio originario dell'Amazzonia con frutti gialli o rossi, in grappoli, d'aspetto simile a piccole mele;
- Solanum quitoense (arancina del Perù), cespuglio originario dell'Ecuador i cui frutti sono utilizzati soprattutto per produrre un succo dolce-acido;
- Solanum muricatum (pepino)
- Solanum aethiopicum (melanzana rossa)
- Solanum macrocarpon (gboma)

Altre specie, pur non essendo coltivate in agricoltura, sono commestibili (p.es. il Solanum aviculare, poroporo).